# Prodidomus djibutensis
Espèce
Prodidomus djibutensis est une espèce d'araignées aranéomorphes de la famille des Prodidomidae.

## Distribution
Cette espèce est endémique de Djibouti.

## Description
Le mâle holotype mesure 3 mm.

## Systématique et taxinomie
Cette espèce a été décrite par Dalmas en 1919.

## Étymologie
Son nom d'espèce, composé de djibut[i] et du suffixe latin -ensis, « qui vit dans, qui habite », lui a été donné en référence au lieu de sa découverte, Djibouti.

## Publication originale
- Dalmas, 1919 : « Synopsis des araignées de la famille des Prodidomidae. » Annales de la Société Entomologique de France, vol. 87, p. 290-340 (texte intégral).